# Jan Nawłoka
Jan Michał Nawłoka (ur. 31 stycznia 1947 w Błażowej) – polski polityk, poseł na Sejm PRL IX kadencji.

## Życiorys
Z wykształcenia był technikiem żywienia. Był wieloletnim pracownikiem Zakładów Mięsnych w Rzeszowie, m.in. przewodniczącym związku zawodowego tamże. Zasiadał w Wojewódzkiej Radzie Narodowej. W 1985 uzyskał mandat posła na Sejm PRL IX kadencji. Kandydował w okręgu Rzeszów z ramienia Chrześcijańskiego Stowarzyszenia Społecznego. Zasiadał w Komisji Rolnictwa, Leśnictwa i Gospodarki Żywnościowej. Należał też do Zespołu Posłów Związkowych. 
Należał następnie do Unii Chrześcijańsko-Społecznej, jako jej kandydat bez powodzenia kandydował do Sejmu w wyborach parlamentarnych w 1997 z listy koalicji SLD. W 1999 przystąpił do nowo powstałej partii Sojusz Lewicy Demokratycznej, gdzie zasiadał w podkarpackich władzach okręgowych.
Prezes POD „Zalesie” w Rzeszowie.

## Odznaczenia
- Brązowy Krzyż Zasługi
- Medal 40-lecia Polski Ludowej